# 陳所學 (嘉靖進士)
陳所學（1527年—？），字行父，號海陽，浙江嘉興府海鹽縣人，明朝政治人物。

## 生平
嘉靖三十一年（1552年）浙江鄉試第十二名举人，三十五年（1556年），登丙辰科会试二百十七名，第三甲第七十二名進士。吏部观政，歷官中書舍人，三十八年九月選授工科給事中。四十二年復除原职，四十四年升直隶河间府知府，致仕。

## 家族
曾祖陳瓊；祖父陳謙；父陳言，貢士、贈中書舍人。母吳氏，封太孺人。弟所見（生员）。